# Монк, Джеймс Генри
Джеймс Генри Монк (англ. James Henry Monk; 12 декабря 1784, Бантингфорд,  Хартфордшир  – 6 июня 1856) — британский теолог и филолог-классик.
Родился в Бантингфорде, Хартфордшир. Получил образование в школе Картезианского монастыря и Тринити-Колледже, Кембридж, и в 1809 году был избран преподавателем греческого языка, заменив на этой должности Ричарда Порсона.  Создание классических трипосов было во многом благодаря его усилиям. В 1822 году он был назначен деканом Питерборо ; в 1830 г. - епископ Глостерский (с которым в 1836 г. была объединена Бристольская кафедра). Он занял свое место в Палате лордов в июле 1831 года.  Учреждение классического трайпоса в Кембридже произошло в значительной степени благодаря его усилиям. В 1822 году он был назначен деканом (окружным викарием) Питерборо; в 1830 году стал епископом Глостера (с которым в 1836 году был объединён диоцез Бристоля).
Он известен прежде всего как автор «Жизни Бентли» (1830) и как редактор (вместе с Чарльзом Блумфилдом) работы Порсона «Adversaria» (1812).